# 艾丽西娅·布拉格
艾丽西娅·布拉格（英語：Alicia Blagg，1996年10月21日—），英國女子跳水運動員。

## 簡歷
2012年，艾丽西娅·布拉格代表英國參加英国倫敦舉行的奥林匹克运动会跳水比賽，與丽贝卡·加兰特里搭檔出戰女子雙人3米跳板賽事，最終獲得第7名。